# Chaetoclusia inbionella
Chaetoclusia inbionella är en tvåvingeart som beskrevs av Lonsdale och Marshall 2006. Chaetoclusia inbionella ingår i släktet Chaetoclusia och familjen träflugor.
Artens utbredningsområde är Costa Rica. Inga underarter finns listade i Catalogue of Life.